# تمرد الأمراء (جوسون)
تمرد الأمراء في جوسون هي حادثتان منفصلتان وقعتا بعد تأسيس مملكة جوسون، والتي قاتل إي بانگ وون فيها إخوته وقتلهم ليحصل على السلطة.

## خلفية تاريخية
كان إي بانگ وون (الملك تايجونگ لاحقاً) واحداً ممن ساعد والده إي سونگ گي في انقلابه على گوريو، وتوقع إي والذي أصبح يعرف باسم جونگان داي گن (الأمير العظيم جونگان) أن يتم تعيينه ولياً للعهد. طبيعة الأمير جونگان العسكرية جعلت رئيس وزراء جوسون جونگ دو جون ومعه نام أون (اثنان من أتباع الملك تايجو) يرفضان أن يتولى العرش وقاما بالتأثير على الملك تايجو لاختيار أصغر أبنائه إي بانگ سوك المعروف باسم ويان داي گن (الأمير العظيم ويان) ولياً للعهد.
أصيب الملك تايجو أيضاً بالمرض وزادت حالته سوءاً خصوصاً بعد موت زوجته الثانية الملكة شندوك في سنة 1396. صراع الأمراء أثر كثيراً في الملك ودعاه إلى التنازل عن العرش بعد ذلك.

## تمرد الأمراء الأول
حاول جونگ دو جون أن يستفيد من وضع الملك تايجو الحزين على وفاة زوجته الثانية والدة ولي العهد ولذلك قام بتدبير مؤامرة لقتل جميع أبناء الملك تايجو ما عدا ولي العهد ليضمن بقائه وبقاء ولي العهد. عندما سمع الأمير جونگان بهذا الأمر بدأ بجمع جيشه والتجهيز للهجوم هو وإخوته. قام الأمير جونگان بمهاجمة القصر وقتل جونگ دو جون ونام أون وأتباعهما، بعد ذلك قام بقتل أخويه غير الشقيقين ولي العهد الأمير ويان والأمير موان ثم قام بترشيح شقيقه الأكبر الأمير يونگان ولياً للعهد.
عندما سمع الملك تايجو بهذا الأمر ازداد مرضه سوءاً وخاف من استعداد أبنائه على قتل بعضهم البعض من أجل العرش، ولهذا قام بعد عشرة أيام من هذه الحادثة بالتنازل عن العرش وتعيين الأمير يونگان ملكاً لجوسون والذي أصبح يعرف باسم الملك جونگجونگ.

## تمرد الأمراء الثاني
بعد تعيين الأمير يونگان ملكاً أصبح الأمير جونگان يراقب كل أفعاله كما كان المسيطر الفعلي على موازين القوى. أحد جنرالات الأمير جونگان واسمه باك بو أصبح حاقداً عليه لأن الأمير لم يكافئه فقام بخدع الأخ الأكبر للأمير جونگان وهو هويان داي گن (الأمير العظيم هويان) لتجهيز جيش هاجم قوات الأمير. فشلت قوات الأمير هويان في قتل الأمير جونگان، حيث قام هذا الأخير بنفي أخيه وأسرته بالإضافة لقتل من كان تحت إمرته.
هذا الصراع الثاني الذي حدث في سنة 1400 ساهم في زيادة مخاوف الملك جونگجونگ والذي لم يحكم إلا لسنتين، حيث قام بتعيين أخيه الأمير جونگان ولياً للعهد ثم تنازل عن الحكم لصالحه. تسبب الصراع الثاني بحزن كبير للملك السابق تايجو حيث قرر العودة إلى مسقط رأسه.